# Brasão de armas da Namíbia
O brasão de armas da Namíbia é repleto de símbolos nacionais. Há um escudo com uma reprodução da bandeira nacional. No topo do escudo está uma águia-pesqueira africana. Nos flancos do escudo estão dois antílopes Órix, que representam coragem, elegância e orgulho. Na base do escudo, um exemplo da flora do deserto local, uma Welwitschia, símbolo da sobrevivência e força nacional, e no listel lê-se o lema nacional: Unidade, Liberdade, Justiça.